# Solomon Wasser
Solomon P. Wasser (in russo Соломон Павлович Вассер?; Leopoli, 26 agosto 1946) è un botanico e micologo ucraino.
Al suo nome sono dedicate le seguenti specie di funghi: Agaricus wasseri, Lepiota wasseri, Lichenochora wasseri.